# Leucochrysa azevedoi
Leucochrysa azevedoi är en insektsart som beskrevs av Navás 1913. Leucochrysa azevedoi ingår i släktet Leucochrysa och familjen guldögonsländor. Inga underarter finns listade i Catalogue of Life.